# Valentin Paret-Peintre
Valentin Paret-Peintre (n. 14 ianuarie 2001, Annemasse, Annemasse Agglo⁠(d), Franța) este un ciclist profesionist francez, care concurează în prezent pentru Decathlon–AG2R La Mondiale, echipă licențiată UCI WorldTeam. Fratele său mai mare Aurélien este și el ciclist la aceeași echipă.

## Rezultate în Marile Tururi

### Turul Italiei
1 participare
- 2024: câștigător al etapei a 10-a